# Eurycea sosorum
Espèce
Statut de conservation UICN

 VU D1+2 : Vulnérable
Eurycea sosorum est une espèce d'urodèles de la famille des Plethodontidae.

## Répartition
Cette espèce est endémique du centre du Texas aux États-Unis. Elle se rencontre dans le comté de Travis.

## Étymologie
Cette espèce est nommée en l'honneur des habitants d'Austin qui se sont battus pour protéger la qualité des eaux des Barton Springs, effort qui s'est traduit par l'adoption en 1992 d'une résolution connue sous le nom de "Save Our Springs Ordinance" (SOSO).

## Publication originale
- Chippindale, Price & Hillis, 1993 : A new species of perennibranchiate salamander (Eurycea: Plethodontidae) from Austin, Texas. Herpetologica, vol. 49, no 2, p. 248-259.